# 228147 Miquelbarceló
228147 Miquelbarceló è un asteroide della fascia principale avente un diametro di 2,003 km. Scoperto nel 2009, presenta un'orbita caratterizzata da un semiasse maggiore pari a 2,6397796 au e da un'eccentricità di 0,3437484, inclinata di 14,55826° rispetto all'eclittica.
L'asteroide è dedicato al pittore spagnolo Miquel Barceló.